# Soesiladeepakius aschnae
Soesiladeepakius aschnae är en spindelart som beskrevs av Dewanand Makhan 2007. Soesiladeepakius aschnae ingår i släktet Soesiladeepakius och familjen hoppspindlar. Inga underarter finns listade i Catalogue of Life.